# Salvatore Vizzini
Salvatore Vizzini (Villalba, 12 aprile 1944 – Caltanissetta, 8 febbraio 2016) è stato un politico italiano, sindaco di Caltanissetta tra il 1984 e il 1985.
Conseguì la laurea in giurisprudenza nel 1970 presso l'Università di Palermo ed intraprese la professione di avvocato. Iniziò la sua carriera politica a Villalba come consigliere comunale per la Democrazia Cristiana. Con le elezioni del 1975 entrò nel consiglio comunale di Caltanissetta e vi rimase per quattro mandati, venendo eletto anche nel 1980, nel 1985 e nel 1990.
Il 12 luglio 1984 il consiglio comunale lo elesse sindaco, carica che mantenne solo per un anno, fino al 14 luglio 1985, quando gli si avvicenderà Silvio Coco. Tra il 1990 e il 1992 entrò come assessore nelle giunte Maira e Giarratano.
Nel 1992, con lo scioglimento anticipato del consiglio comunale, si allontanò dalla politica. Morì a Caltanissetta l'8 febbraio 2016.